# ルドルフ・ウィルチェク
ルドルフ・ウィルチェク（Rudolf Wilczek 、1903年11月1日 - 1984年5月19日）はポーランド生まれで、第二次世界大戦後はベルギーで働いた植物学者である。苔類や中央アフリカの植物を専門とする。

## 略歴
ポーランド南部の現在のセンジシュフ・マウォポルスキ（Sędziszów Małopolski）に生まれた。1924年からリヴィウ大学で学び、1925年から苔類を専門とした。1926年から分類学・植物形態学研究所の助手として働き、1927年から、リヴィウ大学の組織であるDubljanyの農業学校の植物育種・保全研究所で働いた。1927年には、師のスタニスワフ・クルチンスキ（Stanisław Kulczyński）とカルパティア山脈の東部を調査し、1931年に博士号を取得した。
1927年から1939年までコチュバラ（Marian Koczwara）とポジーリャやドニステル川地域の苔類の生態学的研究を行い、1937年にはグリーンランドの調査に参加し、3ヶ月グリーンランドに滞在した。これらの記録は第二次世界大戦で失われた。
第二次世界大戦ではポーランド陸軍の予備軍の将校となり、ドイツ軍の捕虜となり、ドイツ南部のムルナウ（Murnau am Staffelsee）のポーランド将校の収容所に1945年6月30日まで収容された。終戦後、妻子をさがすために1947年までの予定でベルギーに行き、その間ベルギーの標本館で研究した。1947年1月にブレスラウの大学の教授になることになっていたが、彼はポーランドに戻るのをやめ、ベルギーに留まった。
最初は植物園の園芸部門の仕事しかなかったが、『ベルギー領コンゴとルアンダ＝ウルンディの植物』("Flore du Congo Belge et du Ruanda-Urundi")の執筆に参加し、1948年から1974年の間に29の章を執筆し、7つの新属と205の新種植物を記載した。ジャンブルーの農業学校でも働き、食用植物の育種も行った。1968年に引退し、苔類の研究に戻った。ベルギーで没した。